# Knooppunt Antwerpen-Haven
Het knooppunt Antwerpen-Haven is een Belgisch verkeersknooppunt in de onvoltooide Grote Ring rond Antwerpen. De R2 door de haven van Antwerpen komt hier uit op de A12 (Zoomse Weg) tussen Bergen op Zoom en Antwerpen. Tevens zijn een tweetal aansluitingen naar het havengebied gedeeltelijk met dit knooppunt verweven.
Knooppunt Antwerpen-Haven is een variatie op een trompetknooppunt.

## Aansluitende wegen
| Aansluitende wegen     | Aansluitende wegen | Aansluitende wegen                  | Aansluitende wegen | Aansluitende wegen           |
| ---------------------- | ------------------ | ----------------------------------- | ------------------ | ---------------------------- |
|                        |                    | richting Bergen-op-Zoom / Rotterdam |                    |                              |
|                        |                    |                                     |                    |                              |
|                        |                    |                                     |                    |                              |
|                        |                    |                                     |                    |                              |
| richting Gent / Brugge |                    |                                     |                    | richting Antwerpen / Brussel |

Aalbeke · Antwerpen-Centrum · Antwerpen-Haven · Antwerpen-Noord · Antwerpen-Oost · Antwerpen-West · Antwerpen-Zuid · Arquennes · Battice · Beaufays · Beveren · Bois-d'Haine · Brugge · Cerexhe · Charleroi-Nord · Charleroi-Sud · Cheratte · Daussoulx · Destelbergen · Doornik · Familleureux · Fexhe-Slins · Gent-Centrum · Gouy · Grâce-Hollogne · Groot-Bijgaarden · Hautrage · Hauts-Sarts · Heppignies · Heverlee · Hoog-Itter · Houdeng-Goegnies · Jabbeke · Jemappes · Kortrijk-West · Kortrijk-Zuid · Leonardkruispunt · Loncin · Lummen · Machelen · Marcinelle · Marquain · Merelbeke · Moorsele · Neufchâteau · Ranst · Sint-Stevens-Woluwe · Strombeek-Bever · Thiméon · Ville-sur-Haine · Vottem · Wilrijk-Valaar · Zaventem · Zwijnaarde